# Toyota Caetano Portugal S.A.
A origem da Toyota Caetano Portugal S.A. dá-se com a prossecução do contrato entre a empresa Salavador Caetano I.M.T.V e a Toyota Motor Sales, a 17 de Fevereiro de 1968. Nesta data, o Grupo Salvador Caetano tinha já 22 anos de existência, mas a vontade de alargar o mercado Toyota na Europa aliada à ambição crescente do volume de negócio do grupo traçou definitivamente a sua posição no mercado nacional. Assim, a 17 de Fevereiro de 1968 a Salvador Caetano assina o contrato de importação e distribuição exclusiva  de veículos da marca Toyota em Portugal. Dois anos mais tarde, inicia-se com a actividade de veículos industriais Toyota e em 1996 estreia-se com a comercialização da marca Lexus. No ano de 2007, a empresa sofre uma mudança na denominação social e passa de Salvador Caetano I.M.T.V. para Toyota Caetano Portugal S.A.. Apesar da empresa ser composta por diversas subsidiásrias nas mais variadas áreas, aquelas mencionadas representam ainda hoje a sua grande fracção de negócio.
- Fundador: Salvador Caetano
- Presidente: José Reis da Silva Ramos

## Localização
Sede - Vila Nova de Gaia
Área comercial
- - importação de automóveis ligeiros comerciais e de passageiros Toyota;
- - importação e comercialização de peças e assistência técnica;
- - importação, comercialização e assistência após-venda de máquinas de movimentação de cargas (Toyota);
- - distribuição, comercialização e assistência após-venda de mini-autocarros Caetano (Toyota) em Portugal.[5]

Ovar
Área industrial
- - montagem de mini-autocarros (Caetano);
- - montagem de comerciais ligeiros Toyota (Dyna e Hiace);
- - incorporação de componentes em veículos comerciais.[6]

Produtos
- Gama Toyota[7]
- Gama Lexus[8]
- Equipamentos Industriais[9]

Serviços de venda e pós venda
- Toyota[10]
- Lexus[11]
- Equipamentos Industriais[12]

## Historial cronológico
- 1968 - A Empresa é nomeada distribuidor exclusivo dos produtos TOYOTA para Portugal. Nesta altura a Salvador Caetano completava 22 anos de actividade como construtor de autocarros.[13]
- 1969 – Campanha com o slogan a “ A Toyota veio para ficar ”.[14]
- 1971 - Inaugura-se a fábrica de montagem de veículos em Ovar, unidade de montagem dimensionada para 50 unidades por dia, de onde saem as primeiras unidades Toyota na Europa.[15]
- 1972 – Rede de Concessionários Toyota cresce com a empresa Salvador Caetano SA, no Minho, Coimbra, Setúbal e Algarve.[16]
- 1973 - Toyota alcança quota de mercado de 11,49% em Portugal.[17]
- 1976 - Vendas acumuladas de 50.000 unidades.[18]
- 1977 - Construção da fábrica 2 em Ovar para o fabrico de cargas e contentores, autonomizando e melhorando prazos de entrega.[19]
- 1978 - Saída da linha de montagem de Ovar da Unidade nº 70.000, oferecida à Cruz Vermelha.[20]
- 1980 - Dá-se início ao processo de reestruturação, da Unidade Fabril de Oliveira do Douro, que passa a produzir exclusivamente veículos comerciais e começa a importar viaturas em CBU (montadas de origem).[21]
- 1981 - Toyota detém uma quota de 22% no mercado nacional de veículos comerciais.[22]
- 1982 - Vendas acumuladas de 100.000 unidades. Realização de exposições importantes, quer em Lisboa, quer no Porto, como comemoração dos 35 anos Toyota.[23]
- 1984 - Inicio da presença permanente de Representantes da Toyota Japão em Portugal.[24]
- 1987 - Mercado em crescimento acentuado com o fim das limitações do comércio das marcas europeias (contudo mantiveram-se restrições de venda para as marcas japonesas).[25]
- 1988 - Quota do mercado Toyota nos veículos de passageiros cai para 2.8 em consequência da manutenção das restrições à importação de marcas japonesas.[26]
- 1989 - Vendas acumuladas de 200.000 unidades. Em Ovar a produção acumulada atinge as 150.000 unidades. Dá-se uma actualização da identidade visual da Toyota (logótipo das elipses).[27]
- 1990 - Introdução do modelo comercial do Corolla Starvan em resposta à procura do mercado e à fiscalidade automóvel.[28]
- 1991 - Fabricação mista Dyna/Hilux. Remodelação da sinalética para a Rede de Concessionários.[29]
- 1992 - Construção do novo armazém Central de Peças Toyota, em Vila Nova de Gaia.[30]
- 1993 - Produção acumulada em Ovar de 200.000 unidades.[30]
- 1994 - Vendas acumuladas de 300.000 unidades. Fim da presença permanente de representantes da Toyota Japão em Portugal.[31]
- 1998 - Salvador Caetano I.M.V.T., S.A. estreia em Portugal a comercialização da marca Premium Lexus.[32]
- 2000 - Vendas acumuladas de 400.000 unidades. Termina o contingente de importação de veículos japoneses que impediu o progresso das vendas Toyota. É introduzido em Portugal o primeiro veículo híbrido – Toyota Prius.[33]
- 2001 - Início do Plano de Renovação da Rede de Concessionários Toyota. Implementação do Novo Conceito de Retalho nas Concessões.[34]
- 2002 - Início de exportação da Dyna, a partir de Ovar.[35]
- 2005 - Nova actualização da identidade visual da Toyota. Toyota Europa assume a plataforma de distribuição de peças com a designação de T.L.S.P.T (Toyota Logísticos Serviços Portugal Unipessoal, Lda.).[36]
- 2006 - Nova sinalética Toyota para a Rede de Concessionários. Início do fornecimento de peças a Concessionários de Espanha, a partir do Armazém da TLSPT, em V.N. Gaia.[37]
- 2007 - Vendas acumuladas de 500.000 unidades. Alteração da denominação social de Salvador Caetano I.M.V.T., S.A. para Toyota Caetano Portugal, S.A. e concentração de todas as actividades Toyota na nova empresa. Abertura do Novo Conceito de Showroom em Lisboa (Av. da República).[38]
- 2008 - A Toyota celebra 40 anos de presença em Portugal.[39]
- 2009 - Projecto de contribuição social "1 Toyota 1 árvores " atinge 68.000 árvores entregues à floresta.[40]

## Responsabilidade Ambiental e Contribuição Social
"Um Toyota, uma árvore"
```
"Um Toyota, uma árvore" é um projecto desenvolvido pela Toyota em parceria com a ANEFA (Associação Nacional de Empresas Florestais, Agrícolas e do Ambiente), desde Setembro de 2005, cujo objectivo é contribuir para a reflorestação das áreas portuguesas destruídas pelos incêndios.
```

Por cada Toyota vendido foi plantada uma árvore. Até Dezembro de 2008, a Toyota já contribuiu com a plantação de 55.500 árvores. De entre estas, foram plantados pinheiros bravos e mansos, sobreiros, cedros, freixos, plátanos, castanheiros, bétulas, ou  azinheiras. Esta acção de reflorestação desenvolveu-se em diversos locais do país: Alcanena, Caminha, Vouzela, Serra do Açor, Ponte da Barca, Vila de Rei e Idanha-a-Nova, totalizando mais de 66 hectares de terreno reflorestado.

Esta iniciativa tem contado com o apoio das câmaras municipais, das escolas e de outras instituições ligadas às zonas de intervenção, mobilizando consciências e envolvendo a comunidade num acto de sustentabilidade. Os Embaixadores Toyota, os clientes e os colaboradores da marca são regularmente convidados para acções simbólicas de plantação, mostrando assim que todos podemos e devemos contribuir para um Ambiente melhor.

A Toyota aposta, em toda a sua estrutura, na construção de um futuro ambientalmente sustentado actuando de forma correcta perante o Meio Ambiente nas várias fase de produção, de logística e nas operações comerciais, dispondo na sua gama dos automóveis avançados no que se refere à eficiência de consumos e novas tecnologias menos poluentes, onde o sistema diesel D-CAT Clean Power ou a revolucionária tecnologia híbrida do Toyota Prius são o melhor exemplo. Com esta iniciativa, “Um Toyota, uma árvore”, a Marca consegue também envolver os seus Clientes numa postura ambientalmente correcta.

## A Toyota em Portugal - Prémios
1980
- "Melhor Ambiente no Trabalho"[43]

1983
- Troféu Qualidade APQ.

2000
- Prémio “Fórum Ambiente”.
- Prémio “Igualdade é Qualidade”.
- Prémio Internacional 2000 Monroe Walker e Fonos.

2005
- Empresa Modelo - Guia Responsabilidade Social de Empresas - Sperantia.

2006
- Prémio “Boas Práticas” da Agência para a Segurança e Saúde no Trabalho da União Europeia.

2007
- Menção Honrosa - Projecto PRERESI em Ovar.
- Prémio Henrique Salgado - Tranquilidade.[44]